# Lingchi

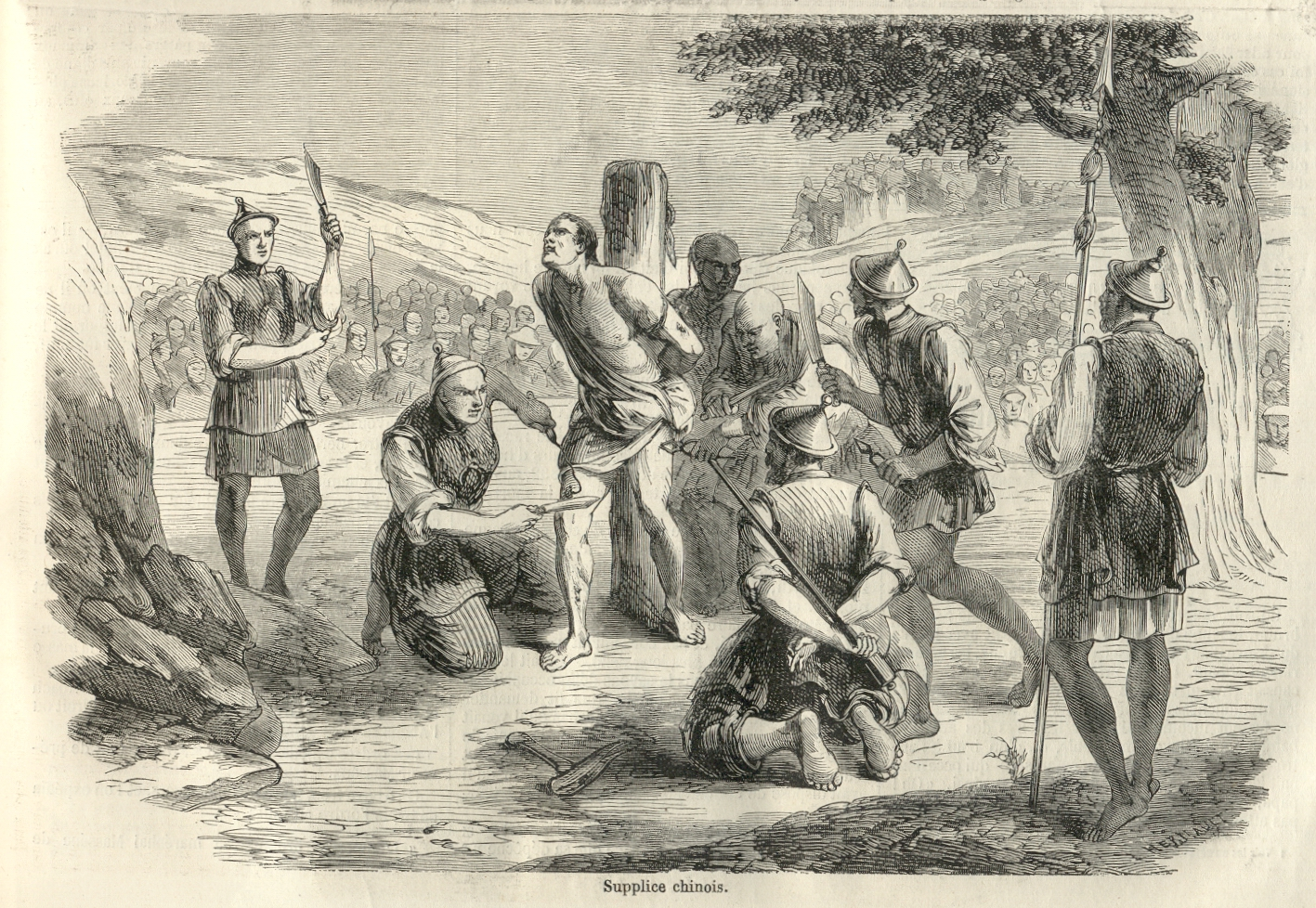
Eine Illustration in der Französischen Zeitung Le Monde illustré (1858), die die Hinrichtung des französischen Missionars Auguste Chapdelaine mittels Lingchi darstellt. Tatsächlich starb Chapdelaine durch Misshandlung im Gefängnis und wurde nach seinem Tod geköpft.

Bei Lingchi (chinesisch 凌遲 / 凌迟 oder 陵遲 / 陵迟,  língchí, dt. etwa „Schleichender Tod“ – wörtlich „Schlechtbehandlung langsam“) oder auch Leng-Tch’e handelt es sich um eine spezielle Form des Zu-Tode-Folterns, die in China bis 1905 gesetzlich praktiziert wurde.

## Methode und Berichte
Hierbei werden dem aufrecht an einen Pfahl gefesselten Opfer nacheinander Körperteile vom Rumpf abgetrennt: zunächst die Brust, Teile des Oberschenkels, die Arme, Beine und abschließend der Kopf.
Lingchi wurde in Europa durch illustrierte Reiseberichte bekannt, etwa durch Louis Carpeauxs Pekin qui s’en va (Peking wie es war) aus dem Jahr 1913. Das Buch zeigt Fotos des letzten offiziellen Lingchi, der Hinrichtung von Fu Zhuli 富珠哩 (alte Transkription Fou Chou Li), einer Wache im Dienste des mongolischen Prinzen Ao-Han-Quan. Am Vorabend des chinesischen Neujahrsfestes im Februar 1905 hatte er seinen Herrn ermordet und wurde daraufhin zum Tode durch Lingchi verurteilt. Das Urteil wurde am 9. April 1905 vollstreckt.

## Verarbeitung in der Literatur und Medien
Einen besonderen intellektuellen, religions- und kulturphilosophischen Stellenwert erhielt diese Form der Todesstrafe durch ihre Erwähnung bei Georges Bataille. In seinen Texten L’expérience intérieure von 1943 (Die innere Erfahrung) und Le coupable von 1944 berichtet er von seinen nachhaltigen erotischen Reaktionen auf Lingchi-Fotografien. Bataille war 1934 auf den dritten Band (1933) des Nouveau traité de psychologie des französischen Psychologen Georges Dumas gestoßen. Bataille lernte später auch die alten Originalfotografien der Hinrichtung kennen, die im Musée de l’Homme aufbewahrt wurden. Er benutzte fünf Fotos für seine illustrierte Kunstgeschichte Les larmes d’eros, 1961, Die Tränen des Eros. Die Illustration Folter in Batailles berühmtem Aufsatz über das Heilige, Le sacré (1939), zeigt ein aztekisches Opfer.
Im Roman Die Sandelholzstrafe von Literaturnobelpreisträger Mo Yan stellt diese Hinrichtungsart ein zentrales literarisches Thema dar. Kapitel 9 „Das Meisterwerk“ ist eine detaillierte Beschreibung der Hinrichtung des Offiziers Qian Xiongfei durch den Henker Zhao Jia durch Zerstückelung in 500 Teile.
Die 2001 in Belgien gegründete Grindcore-band Leng Tch’e nimmt namentlich Bezug zu dieser Foltertechnik.
Im französischen Film Martyrs von 2008 wird der durch die Hinrichtungsmethode Lingchi erlittene Schmerz als hilfreich zur Transzendenz ins Jenseits behandelt.